# Juan José Pizzuti
Pour les articles homonymes, voir Pizzuti.
Juan José Pizzuti (né le 9 mai 1927 à Barracas (Buenos Aires) en Argentine et mort le 24 janvier 2020 dans la même ville est un joueur de football professionnel argentin, devenu entraîneur par la suite.

## Joueur
Juan José Pizzuti fait ses débuts à Banfield en 1947 à 19 ans. Il finit meilleur buteur du championnat argentin en 1949, ce qui attire l'attention de différents clubs majeurs comme le River Plate où il signe en 1951. 
En 1952, après une saison à River, Pizzuti rejoint le Racing Club de Avellaneda, où il redevient meilleur buteur en 1953.
En 1955, Pizzuti rejoint Boca Juniors, ce qui en fait l'un des rares joueurs de l'époque à avoir évolué dans les deux clubs rivaux du River et de Boca. Il joue 20 matchs puis retourne au Racing Club en 1956.
Pizzuti remporte le championnat en 1958 puis en 1961. Pizutti retourne ensuite au Boca Juniors où il remporte son troisième et dernier titre en 1962. Il prend sa retraite en 1963, avec un total de 182 buts en 349 matchs. Il fait donc partie des 20 meilleurs buteurs de tous les temps de l'histoire du championnat argentin.

### Carrière internationale
Juan José Pizzuti joue pour l'Argentine entre 1951 et 1959, et participe à la Copa América 1959 (Argentine) où il inscrit 3 buts.

### Titres de joueur
| Saison | Équipe       | Titre                      |
| ------ | ------------ | -------------------------- |
| 1958   | Racing Club  | Primera División Argentina |
| 1959   | Argentine    | Copa América               |
| 1961   | Racing Club  | Primera División Argentina |
| 1962   | Boca Juniors | Primera División Argentina |

## Entraîneur
Pizzuti prend les rênes de son ancien club, le Racing en 1965, et remporte le titre en 1966 et la Copa Libertadores 1967 contre le Nacional en finale. Racing Club remporte avec lui ensuite son premier trophée mondial en battant le Celtic FC en Coupe intercontinentale (première équipe argentine championne du monde). Pizzuti quitte le Racing Club en 1969 après 4 ans et 4 mois, ce qui reste la plus grande longévité pour un entraîneur au club.
Pizzuti entraîne ensuite la sélection argentine entre 1970 et 1972, puis Nueva Chicago en Argentine et l'Independiente Medellín en Colombie.

### Titres d'entraîneur
| Saison | Équipe      | Titre                      |
| ------ | ----------- | -------------------------- |
| 1966   | Racing Club | Primera División Argentina |
| 1967   | Racing Club | Copa Libertadores          |
| 1967   | Racing Club | Coupe intercontinentale    |